# Pierre-Marie Abadie
Pour les articles homonymes, voir Abadie.
Pierre-Marie Abadie est le président de l'Autorité de sûreté nucléaire et de radioprotection (ASNR) créée par le loi no 2024-450 du 21 mai 2024, qui fusionne l'Institut de radioprotection et de sûreté nucléaire (IRSN) et l'Autorité de sûreté nucléaire (ASN). Il a été directeur général de l’Agence nationale pour la gestion des déchets radioactifs (ANDRA) de 2014 à 2024.

## Biographie
Pierre-Marie Abadie est ingénieur général des mines, ancien élève de l’école Polytechnique.
De 1994 à 1998, il a été adjoint au directeur de la Direction Régionale de l’Industrie, de la Recherche et de l’Environnement (DRIRE) de Lorraine et chef du service régional de l’Environnement industriel (SREI), chargé du contrôle des installations classées pour l’environnement (ICPE).
De 1998 à 2002, il occupe plusieurs postes au sein de la direction du Trésor.
De 2002 à 2007, il est conseiller pour les affaires industrielles du ministre de la Défense, où il mène des projets de restructuration industrielle et pilote les programmes d’armement de la direction générale de l’Armement et leur réforme.
À partir de 2008, il est directeur de l’énergie à la direction générale Energie et Climat du ministère de l’Ecologie, du Développement durable et de l’Energie. Il était à ce titre Commissaire du gouvernement au sein du Conseil d’administration de l’Andra et de celui d’EDF et vice-président du conseil des gouverneurs de l’Agence internationale de l’énergie.
À la tête de l’Andra d'octobre 2014 à novembre 2024, il y a notamment eu pour mission de porter Cigeo, projet d’enfouissement profond des déchets les plus radioactifs du parc nucléaire français.
Il est chevalier de l’ordre national du mérite.
Il est nommé par Emmanuel Macron président de l'Autorité de sûreté nucléaire, à la suite de Bernard Doroszczuk. Il prend ses fonctions le 13 novembre 2024,.

## Distinctions
- Chevalier de l'ordre national du Mérite
- Chevalier de la Légion d'honneur